# كرة المجداف

رسم توضيحي لكرة مجداف متصلة مع كرة مطاطية خلال خيط مطاطي

كرة المجداف هي لعبة تلعب بشخص واحد يتم لعبها بمضرب وكرة متصلة. باستخدام المضرب المسطح مع الكرة المطاطية الصغيرة المثبتة في المركز عبر خيط مطاطي، يحاول اللاعب ضرب الكرة بالمجداف عدت مرات على التوالي بقدر الإمكان.
المضرب مشابه في الحجم والشكل لمضرب تنس الطاولة. عادة ما يصنع من الخشب أو البلاستيك.

## تاريخ
صنعت كرة المجداف من قبل ويليام ر. لند في ١٩٢١ وحصلت على براءة اختراع (U.S. Patent 1٬529٬600).
في عام 1937، تأسست شركة Fli-Back في هاي بوينت، بولاية نورث كارولينا كون كرة المجداف منتجها الرئيسي، كان شعارها راعي بقر يلعب بكرة المجداف أثناء ركوبه جواد. وفي ذلك العام، ظهرت اللعبة في مجلة Newsweek . أدى التسويق الناجح للمنتج فرصة للاستثمار الشركة في تنويع منتجاتها في ألعاب أخرى، كالكِلات.